# Temple-Laguyon
Temple-Laguyon è un comune francese di 46 abitanti situato nel dipartimento della Dordogna nella regione della Nuova Aquitania.

## Società

### Evoluzione demografica
Abitanti censiti